# Mirmidão
Os mirmidões ou mirmídones foram um dos lendários povos tessálicos que acompanharam Aquiles à Guerra de Troia. O nome deles deriva do grego myrmex que significa formiga.
O rei Éaco, monarca da ilha de Egina, teve a população de sua cidade-estado dizimada vil e ardilosamente por uma praga enviada pela cruel Hera, por simples ciúmes: Egina, nome da ilha, era o mesmo nome de uma das amantes de seu marido e mãe do rei. De acordo com as Metamorfoses de Ovídio, Éaco então pediu a Zeus meios para repovoar a ilha. Zeus acabou por transformar formigas em humanos, sendo eles o mirmidões. Daí viriam sua lealdade, força e resistência, além de suas armaduras marrons.
Quando Éaco exilou seu filho Peleu pelo assassinato de seu meio-irmão Foco, Peleu levou alguns mirmidões consigo para a Tessália. Aquiles, filho de Peleu, os levou consigo para o conflito contra Troia.

## Biblografia
- Bulfinch, Thomas. (1796-1867) História da Mitologia: a idade da fábula: histórias de deuses e heróis// Thomas Bulfinch.